# Скарнови
Скарнови су тракасте до масивне стене средњозрне до грубозрне, беле до тамнозелене боје, што свакако зависи од минералног састава ових стена. Зависно од карактера магме као и врсте карбоната (калцита или доломита) скарнови могу имати веома разнолик минерални састав. При томе ће се због сталног температурног градијента у контактном ореолу увек испољити зонарност у распореду одређених минерала који изграђују скарнове.

## Минерална структура
Скарнови формирани непосредно уз контакт са великим и дубоким интрузијама могу бити изграђени од аугита, диопсида, хеденбергита, гранита, фелдспата, везувијана, воластонита, магнетита итд.
Скарнови који су створени даље од контакта садрже следеће минерале: тремолит, актинолит, епидот, цојсит, плагиоклас (албит до андезин), мало воластонита и гранита, пренита итд.
Приликом растварања скарнова систем мора бити отворен како би се ослободио угљен-диоксид из карбоната.
Структуре су гранобластичне, ретко нематобластичне, порфиробластичне и појкилобластичне.

## Налазишта
Скарнови су интренсантни као носиоци орудњења. У унутрашњности зони скарнова, непосредно уз контакт, могу се створити значајне концентрације магнетита, волфрамита, молибденита итд. и образовати рудна лежишта. Тако су, нпр. формирана скарновска лежишта са магнетитом гранодиорита и карбонатних стена на Копаонику (рудници Суво рудиште, Сува руда) и на Борањи у западној Србији.
Између скарнова и корнита постоје поступни прелази. Такве стене називамо скарноиди.